# Честное убеждение в праве
Честное убеждение в праве, англ. colour of right, буквально «цвет права» — юридическая концепция в Великобритании и других странах Содружества, относящаяся к утверждению о незлонамеренности использования или преобразования обвиняемым материальной собственности, находящегося во владении другого лица.
В Законе Новой Зеландии о преступлениях термин «цвет права» «означает искреннюю веру в то, что действие оправдано…» . Использование «цвета права» в качестве аргумента защиты не гарантирует автоматически оправдания; тем не менее, это уменьшает степень «злонамеренного умысла» (mens rea), необходимую для осуждения .
Пример:
Друг Брэма позволяет ему использовать свой фургон, чтобы тот поехал на вечеринку вечером того же дня. На следующий день ни Брэм, ни фургон не возвращаются. Брэм возвращается через пять дней после того, как уехал за город на фургоне. Друг Брэма подаёт на него в суд за кражу. Брэм утверждает, что думал, что имел право использовать фургон для загородного кемпинга, поскольку ему было разрешено использовать фургон для поездки на вечеринку.
Понятие также может относиться к праву или полномочиям, предоставленным должностному лицу посредством связи между различными законодательными или нормативными документами, когда должностное лицо использует эти права или полномочия, фактически не занимая должность, с которой связаны эти права или полномочия.
Пример:
В Новой Зеландии закон предоставляет офицеру пожарной полиции при исполнении служебных обязанностей все полномочия и ответственность констебля. Правила дорожного движения запрещают использование мигающих синих огней всем, кроме сотрудников полиции, а транспортным средствам, задействованным в операциях пожарной службы, разрешают использовать красные мигающие огни. Тем не менее, согласно концепции «цвета права», член подразделения пожарной полиции будет иметь юридическую защиту, если ему будет предъявлено обвинение в незаконном использовании синего мигающего огня в соответствии с разделом 33 Закона о пожарной службе 1975 года. На практике политика пожарной службы Новой Зеландии гласит, что пожарная полиция не должна использовать синие маяки, но такая политика не имеет значения с точки зрения уголовного права.